# Jüdischer Friedhof (Peine)

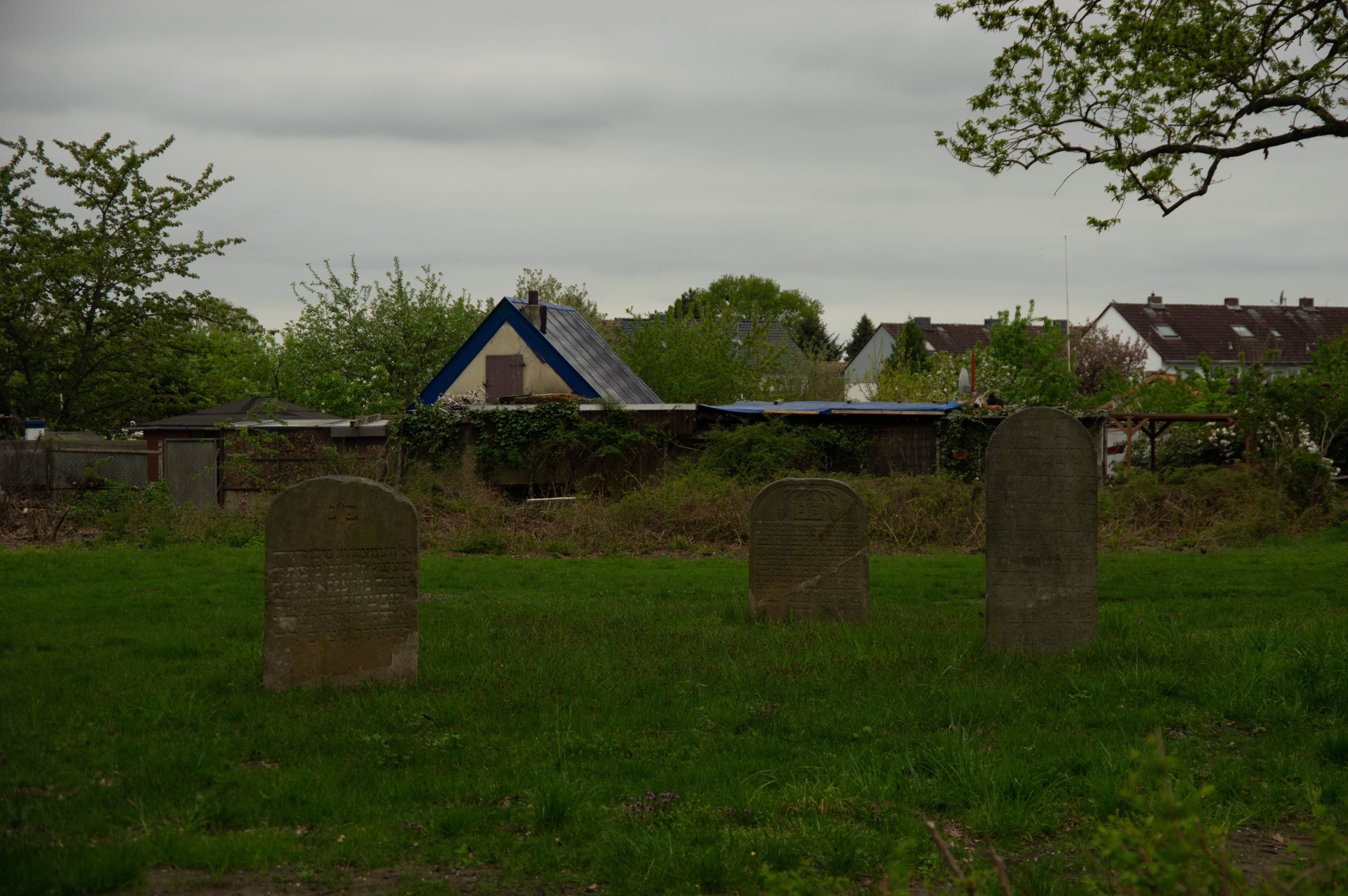
Der Jüdische Friedhof in Peine

Der Jüdische Friedhof Peine liegt in der niedersächsischen Stadt Peine, der Kreisstadt des gleichnamigen Landkreises.
Auf dem Friedhof An der Laubenkolonie im Stadtbezirk Telgte sind 35 Grabsteine erhalten. Der 3861 m² große Friedhof (Angabe für das Jahr 1970) wird seit 1959 vom Landesverband der Jüdischen Gemeinden von Niedersachsen verwaltet. Für die Jahre 1728 und 1775 wird ein jüdischer Friedhof in Peine erwähnt.